# Helena Cholewicka
Helena Cholewicka, född 1848, död 1883, var en polsk ballerina. 
Hon var engagerad vid baletten på Nationalteatern, Warszawa 1862–1881. Hon tillhörde sin samtids mer uppmärksammade artister. Hon blev den första Prima ballerina assoluta.